# Успенська церква (Комісарівка)
Церква Успенія Божої Матері — втрачений храм у селі Комісарівка П'ятихатського району.
Споруджено 1804 року коштом парафіян під проводом протоірея Єфрема Ілліча Іллічевського.

## Історичні відомості
За даними на 1908 рік:
558 1/4 двори в парафії, парафіян чоловічої статі — 2233, жіночої — 2217. 
При церкві — церковно-парафіальна школа. 
Священник — Шираєвський Андрій Федорович, 32 роки, закінчив курс Катеринославської духовної семінарії, дружина та дочка, священик — з 1900 року, в цій парафії — з 1900 року.
Псаломщик — Волошинов Полікарп Семенович — 33 роки, з 1897 року, в цій парафії — з 1903 року.
До церковної парафії також відносились:
- село Дружне в 3 верствах: 12¾ дворів в парафії, парафіян чоловічої статі — 51, жіночої — 59;
- село Надійне в 3 верствах: 33 двори в парафії, парафіян чоловічої статі — 132, жіночої — 135;
- село Ново-Богдановка в 3 верствах: 17 дворів в парафії, парафіян чоловічої статі — 68, жіночої — 70;
- село Ново-Лозоватка в 4 верствах: 7 дворів в парафії, парафіян чоловічої статі — 28, жіночої — 29;
- хутір Полинківці в 5 верствах: 21 1/4 двори в парафії, парафіян чоловічої статі — 85, жіночої — 79.